# Яровой, Григорий Васильевич (Герой Советского Союза)
Григо́рий Васи́льевич Ярово́й (1 [14] ноября 1916, Стратилатовка, Харьковская губерния — 29 февраля 1988, Изюм, Харьковская область) — участник Великой Отечественной войны, командир отделения 11-го гвардейского отдельного сапёрного батальона 15-й гвардейской стрелковой дивизии 37-й армии 2-го Украинского фронта, Герой Советского Союза, гвардии старший сержант.

## Биография
Родился в 1916 в с. Каменка ныне Изюмского р-на Харьковской обл. в семье крестьянина.
Украинец. Член КПСС с 1943 года. Образование начальное. Работал в колхозе. В Советской Армии с 1939 года. На фронте в Великую Отечественную войну с сентября 1941 года.
Командир отделения 11-го гвардейского отдельного сапёрного батальона (15-я гвардейская стрелковая дивизия, 37-я армия, 2-й Украинский фронт) гвардии старший сержант Яровой в ночь на 17.4 1944 года на десантной лодке перевёз на правый берег Днестра в р-не г. Бендеры Молдавской ССР передовые подразделения дивизии, сделав под огнём противника 14 рейсов. Всего совершил 137 рейсов, доставив около 1000 бойцов и более 1500 ящиков с боеприпасами. Обратными рейсами вывозил раненых.
Звание Героя Советского Союза присвоено 13.9.1944 года. После войны демобилизован. Жил в Харькове.

## Награды
- Медаль «Золотая Звезда» Героя Советского Союза;
- орден Ленина;
- орден Отечественной войны I степени;
- орден Отечественной войны II степени;
- орден Красной Звезды;
- медали.